# マツムシソウ属
マツムシソウ属（まつむしそうぞく、学名：Scabiosa、和名漢字表記：松虫草属）はマツムシソウ科の属の一つ。

## 特徴
植物体に軟毛または白い腺毛があるか、ときに無毛の多年草または一年草。葉は対生し、縁は全縁、鋸歯縁、または羽裂する。花は小花が頭状に集まり、キク科に似る。総苞片は1-2列で葉状になる。小総苞があり萼を包み、萼裂片は針状で5-8個。花冠は青紫色ときに白色で、4-5裂する。雄蕊は2-4個あり、花柱の先端は頭状になる。果実は痩果となる。
世界に約70種あり、地中海沿岸に多い。日本にはマツムシソウとその変種、品種が自生するほか、帰化種、栽培種がある。花が美しいので多くの園芸植物がある。
学名の Scabiosa は疥癬を意味し、この属のある種に疥癬を治癒する薬効があったからという。

## 種

### 日本の種
- マツムシソウ Scabiosa japonica Miq.
  - シロバナマツムシソウ Scabiosa japonica Miq. f. albiflora (Honda) H.Hara
  - ソナレマツムシソウ Scabiosa japonica Miq. f. littoralis Nakai
  - エゾマツムシソウ Scabiosa japonica Miq. var. acutiloba H.Hara
  - タカネマツムシソウ Scabiosa japonica Miq. var. alpina Takeda
  - シロバナタカネマツムシソウ Scabiosa japonica Miq. var. alpina Takeda f. alba Sugim.

### 帰化、栽培種
- セイヨウマツムシソウ Scabiosa atropurpurea L.
- コーカサスマツムシソウ Scabiosa caucasica M.Bieb.
- セイヨウイトバマツムシソウ Scabiosa columbaria L.
- ニイタカマツムシソウ Scabiosa lacerifolia Hayata
- トウマツムシソウ Scabiosa tschiliensis Grunning

## ギャラリー

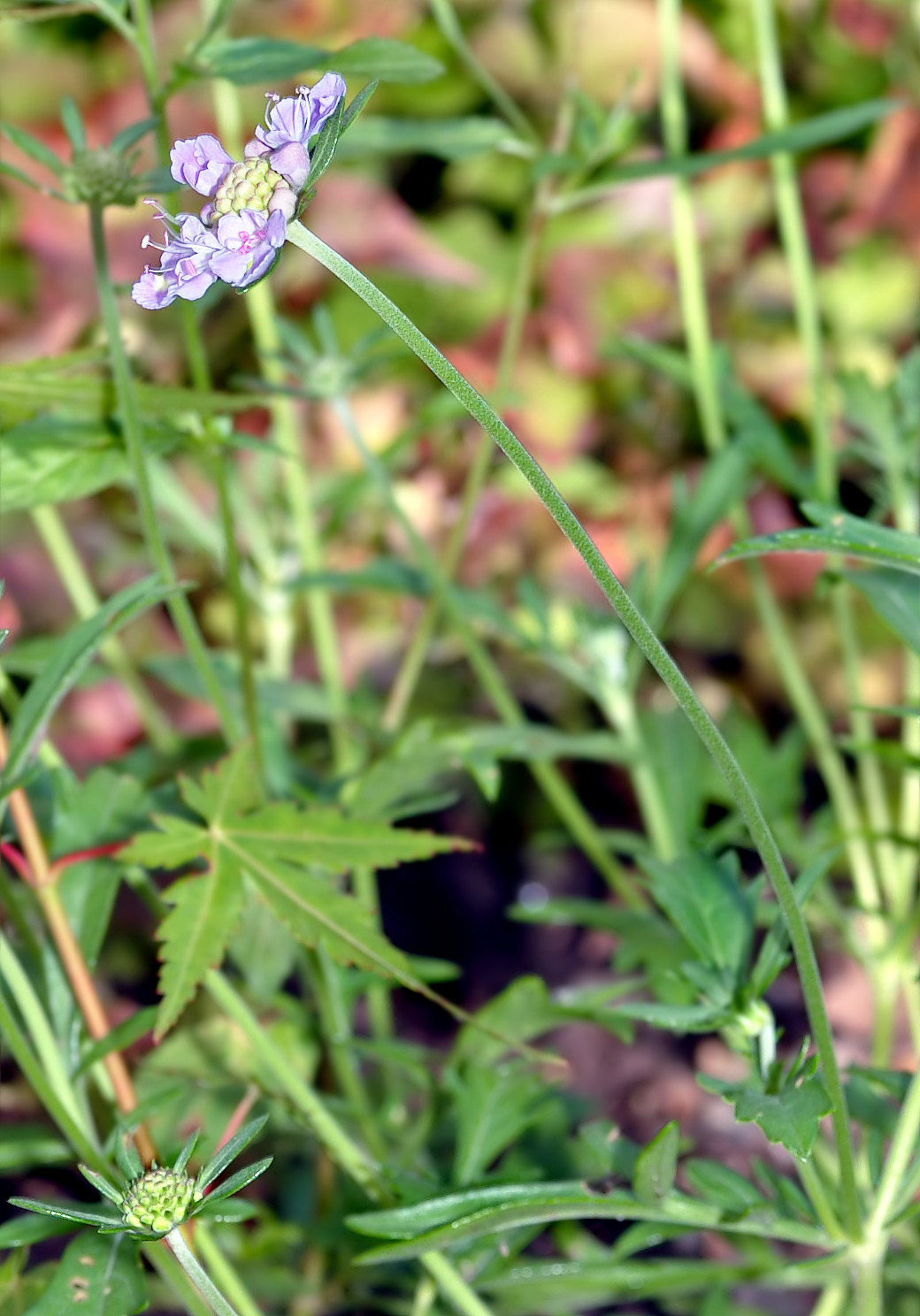
マツムシソウ
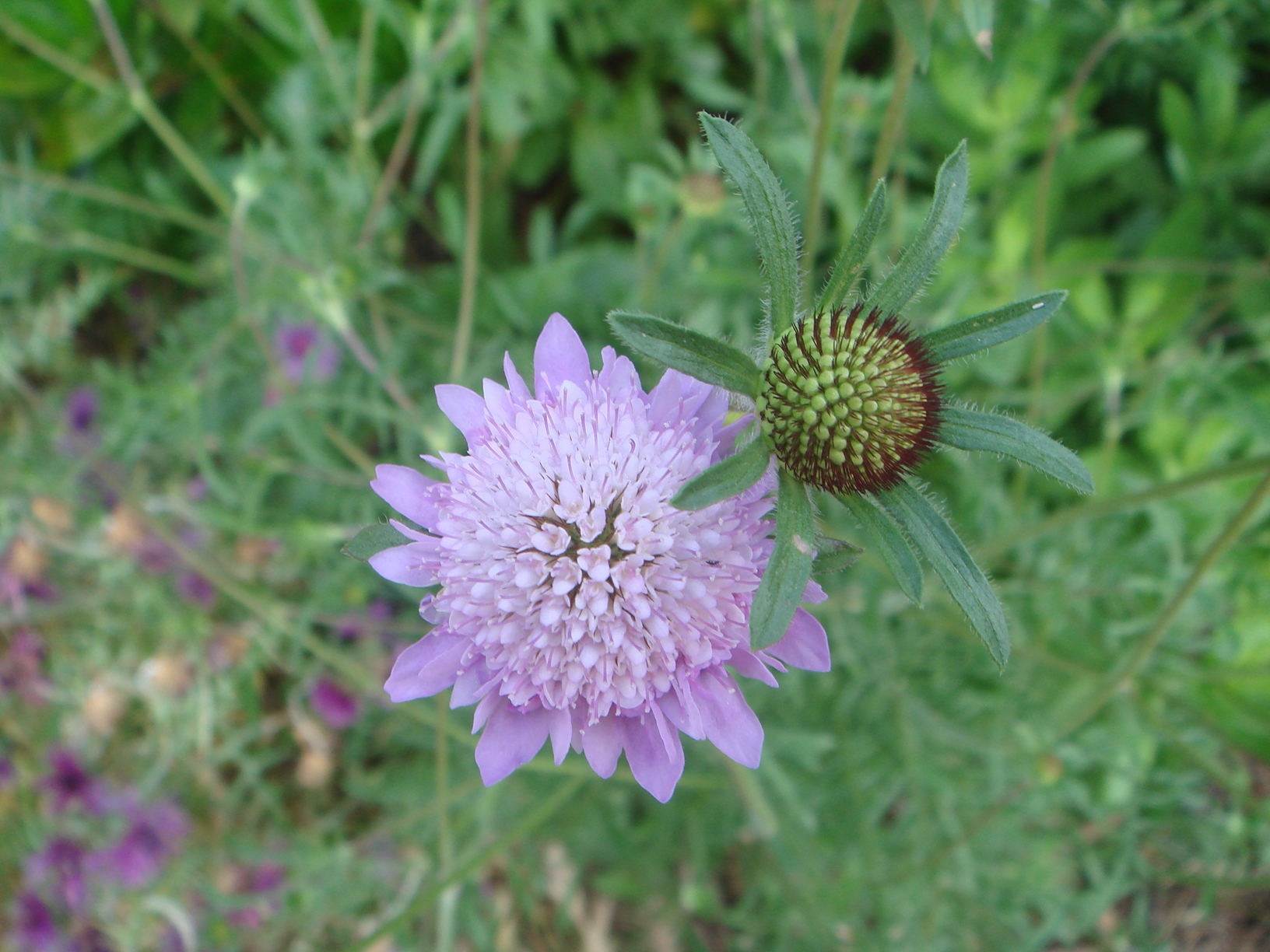
セイヨウマツムシソウ
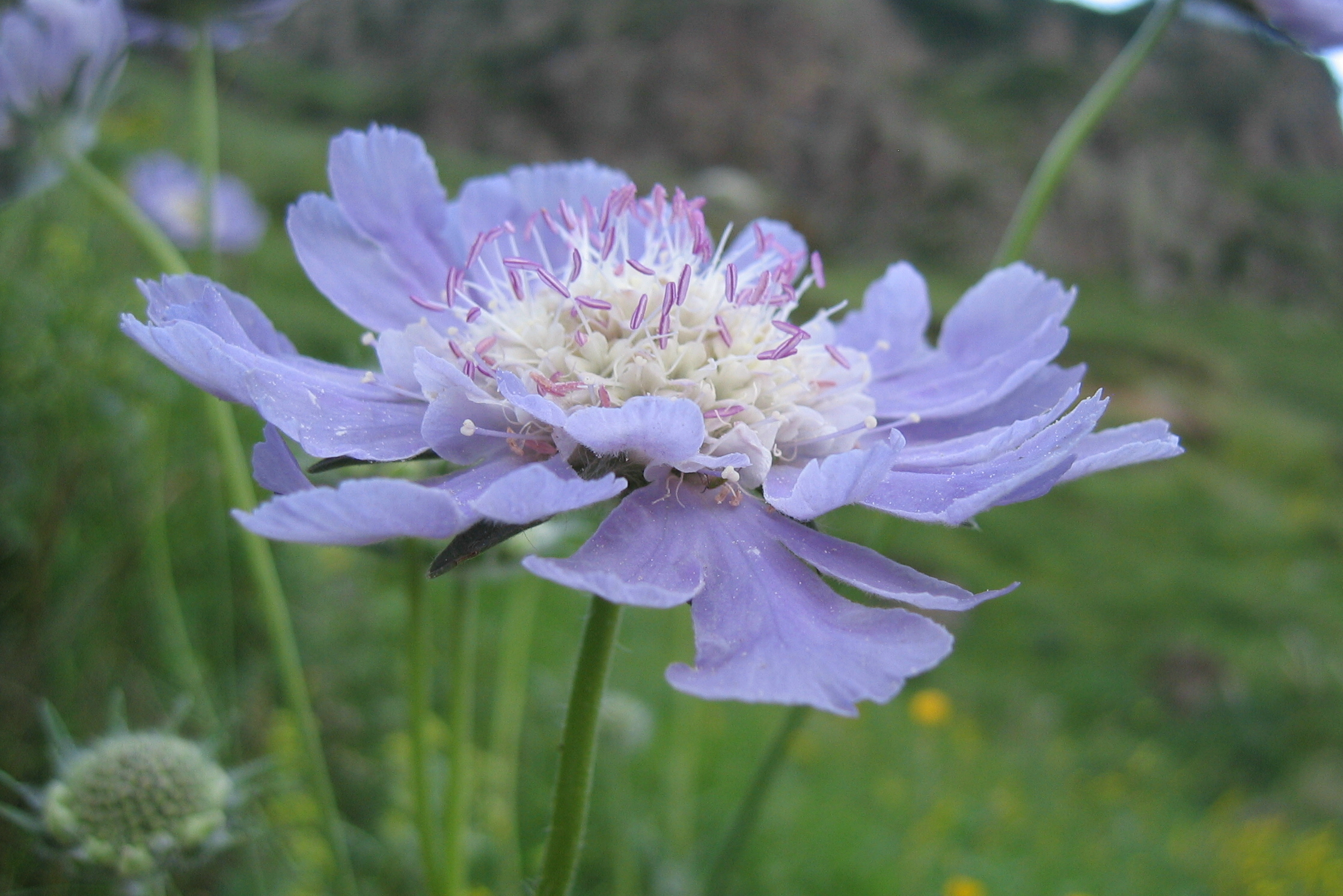
コーカサスマツムシソウ
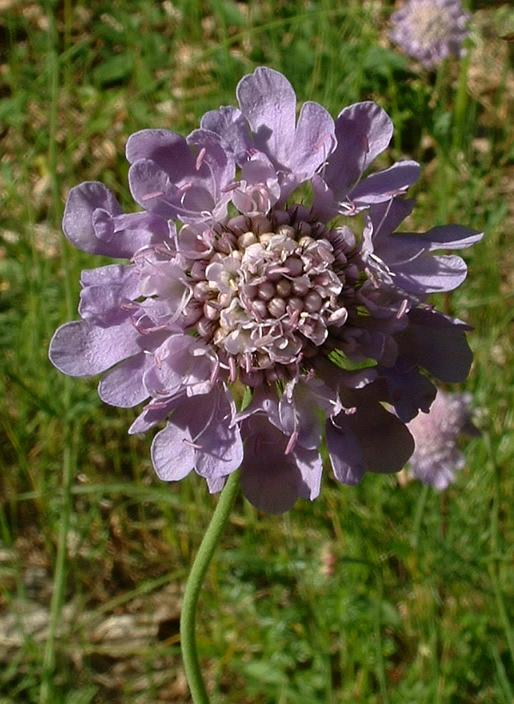
セイヨウイトバマツムシソウ